# Alberto Martini (storico dell'arte)
Alberto Martini (Mantova, 3 gennaio 1931 – Santarcangelo di Romagna, 8 maggio 1965) è stato uno storico dell'arte italiano.

## Biografia
Alberto Martini nasce in provincia di Mantova, ad Acquanegra sul Chiese, il 3 gennaio 1931. Figlio di Giuseppina Vaccari e Valfrido Martini, un funzionario del genio civile il cui lavoro porta la famiglia a trasferirsi già prima della guerra a Ravenna. Alberto si iscrive al locale liceo classico e prosegue gli studi alla Facoltà di Lettere dell'Università di Firenze, laureandosi nel 1954 con Roberto Longhi.
Tornato a Ravenna dopo la laurea, nel luglio del 1954, vive la vita artistica romagnola e bolognese al fianco del caro amico e collezionista d'arte Roberto Pagnani. Al bar Byron, in centro città, ritrovo di intellettuali e artisti locali, Roberto gli fa conoscere Mattia Moreni, il pittore che più ama.
Si trasferisce a Milano nel 1958. In quel periodo Dino Fabbri ha bisogno di uno storico dell’arte che sappia muoversi negli ambienti artistici, per portare avanti il progetto che ha in testa: applicare il sistema della dispensa, già sperimentato dalla casa editrice con l'enciclopedia Conoscere, all'arte. L'amico Roberto Longhi indica Martini, che per passione divulgativa e dimestichezza con il grande pubblico dimostrate nelle collaborazioni con la Radiotelevisione Italiana, fa proprio al caso dei Fratelli Fabbri. Nascono così, sotto la sua direzione, le collane Capolavori nei Secoli e I Maestri del Colore.
Dal finire degli anni Cinquanta Martini si impegna dunque nella divulgazione attraverso la radio e la televisione: in particolare, con un documentario sullo scultore Medardo Rosso nel 1959, uno sul pittore contemporaneo Virgilio Guidi nel 1960, con la rubrica culturale "Le tre arti. Rassegna di pittura, scultura e architettura", andata in onda dagli studi Rai di Milano sul Programma Nazionale dal 16 ottobre 1962, e ancora con la rubrica settimanale di più ampia divulgazione culturale "Almanacco", inaugurata il 7 febbraio 1963.
Alberto Martini prende parte anche alla storia di Finarte, fondata il 16 aprile 1959, a cui collabora come consulente dalla prima asta di opere d’arte antica.
Il lavoro di Martini in Finarte e ne I Maestri del Colore prosegue fino alla sua scomparsa, avvenuta la sera dell'8 maggio 1965, in un incidente automobilistico in cui perdono la vita anche l'amico Roberto Pagnani e la moglie di quest'ultimo.
Il 15 maggio 2017 a Ravenna gli viene intitolata la sala multimediale del MAR - Museo d'Arte della città di Ravenna.